# (8187) Akiramisawa
(8187) Akiramisawa – planetoida z pasa głównego asteroid okrążająca Słońce w ciągu 5 lat i 62 dni w średniej odległości 2,99 au. Została odkryta 15 grudnia 1992 roku przez Satoru Ōtomo. Przed nadaniem nazwy planetoida nosiła oznaczenie tymczasowe (8187) 1992 XL.